# Nassim Hamlaoui
Nassim Hamlaoui, né le 25 février 1981 à Tizi Ouzou, est un footballeur international algérien. Il évoluait au poste de milieu de terrain.
Il compte 1 sélection en équipe nationale en 2004.

## Biographie
Nassim Hamlaoui connaît sa première sélection en équipe nationale A le 17 août 2004 face au Burkina Faso. Avant cela il était régulièrement sélectionné en équipe d'Algérie U-21, avec qui il a disputé la campagne de qualifications aux Jeux olympiques d'Athènes 2004. Ce milieu de terrain a été formé à la JS Kabylie et fait partie du groupe pro depuis 2000.

## Carrière
- 2000-2007 :  JS Kabylie
- 2007-2009 :  USM Annaba
- 2009-2012 :  JSM Béjaïa
- 2012-2013 :  MO Béjaïa
- 2013-2018 :  JS Azazga

## Palmarès
- Champion d'Algérie en 2004 et 2006 avec la JS Kabylie.
- Vice-champion d'Algérie en 2002, 2005 et 2007 avec la JS Kabylie.
- Vice-champion d'Algérie en 2011 et 2012 et avec la JSM Béjaïa.
- Vainqueur de la Coupe de la CAF en 2000, 2001 et 2002 avec la JS Kabylie.
- Finaliste de la coupe d'Algérie en 2004 avec la JS Kabylie.
- Finaliste de la supercoupe d'Algérie en 2006 avec la JS Kabylie.
- Accession en Ligue 1 en 2013 avec le MO Béjaïa.
- 1 sélection en équipe d'Algérie (le 17 août 2004.

### Distinctions personnelles
- Meilleur joueur espoir algérien en 2004.